# Czarni Lwów

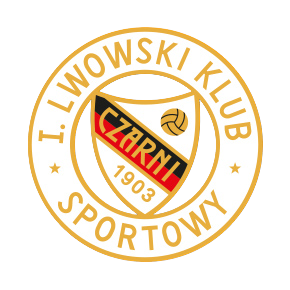

Czarni Lwów was een Poolse voetbalclub uit de stad Lwów, die tegenwoordig in Oekraïne ligt en de naam Lviv draagt.
Czarni werd eind negentiende eeuw opgericht als Sława Lwów, een voetbalclub van een school. In 1903 veranderde de club zijn naam in Czarni Lwów toen de club professioneel werd. De club richtte in 1911 samen met Wisła Kraków de Poolse voetbalbond op. Toch kende Czarni geen successen. De beste prestatie was een achtste plaatst in de Poolse I liga.
De club werd opgeheven in 1939.
De clubkleuren waren rood-wit.